# 水口町西林口
水口町西林口（みなくちちょうにしはやしぐち）は、滋賀県甲賀市にある地名。

## 地理
甲賀市水口町のほぼ中央に位置し、東は水口町東林口、南は水口町南林口、西・北は水口町北脇に接する。東西に東海道が通る。

## 歴史
中世は伊勢神宮領の柏木御厨に含まれた。地名は1569年の山中文書に「柏木郷林口村」としてみえる。戦国期は山中氏の支配下にあったと考えられる。1585年の甲賀ゆれと水口岡山城築城によりその支配下に入り、1600年から幕府領となり、1682年に水口藩領となる。

## 世帯数と人口
2019年（令和元年）9月30日現在の世帯数と人口は以下の通りである。
| 町丁         | 世帯数  | 人口  |
| ------------ | ------- | ----- |
| 水口町西林口 | 250世帯 | 597人 |

## 学区
市立小・中学校に通う場合、学区は以下の通りとなる。
| 番・番地等 | 小学校             | 中学校             |
| ---------- | ------------------ | ------------------ |
| 一部       | 甲賀市立綾野小学校 | 甲賀市立水口中学校 |
| 一部       | 甲賀市立柏木小学校 | 甲賀市立水口中学校 |

## 交通
- 東海道

## 施設
- 西方寺
- 妙沾寺

## その他

### 日本郵便
- 郵便番号 : 528-0025[3]（集配局：水口郵便局[7]）